# 永善県
永善県（えいぜん-けん）は中華人民共和国雲南省昭通市に位置する県。

## 行政区画
下部に2街道、7鎮、5郷、2民族郷を管轄する。
- 街道
  - 渓洛渡街道、永興街道
- 鎮
  - 檜渓鎮、黄華鎮、茂林鎮、大興鎮、蓮峰鎮、務基鎮、碼口鎮
- 郷
  - 団結郷、細沙郷、青勝郷、水竹郷、墨翰郷
- 民族郷
  - 馬楠ミャオ族イ族郷、伍寨イ族ミャオ族郷

## 交通

### 道路
- 国道
  - G213国道

## 自然

### 地質
県内には、オルドビス紀とシルル紀の地層が完全に連続している境界面が発見されている。この地層を分析することにより過去の大量絶滅の研究も行われている。